# Cím (titulus)
Névváltozatok: méltóság, rang, titulus; 1780 k.: „Titulus: Tisztczím, Nevezet” [NyR. 30: 472.] (TESz. I. 436.), titulatúra
en: title, de: Titulus, it: titolo, la: titulus, cs: titul
„A nagy fejedelmek levelek kezdetire szokták irnja leg-nagyob' és bötsűletesb titulussokat” [Pázmány: Prédik. 37.] (NySz. I. 1598.)

Rövidítések
A cím az adott személy társadalmi rangját kifejező megnevezés, melyet a név előtt, esetleg mögött tüntetnek fel, általában rövidített formában. A címet a név részének tekintették és tekintik, ezért a bemutatkozásnál vagy írásban a névvel együtt használják. A cím a ranggal jár együtt. Lehet rangcím és jogcím.
A múltban az egyén társadalmi állását, méltóságát a vagyoni helyzetén kívül a cím, a rang, a hivatal és a származás határozta meg. Ezek nagyban összefüggtek egymással és így a megfelelő társadalmi álláshoz általában a megfelelő cím és rang társult. Cím pl. a gróf, (hivatali) rang a tábornok. Valaki gróf csak grófi címmel lehet (mivel ez a születés által meghatározott származási cím), tábornoki rangban viszont mindenféle cím nélkül is állhat (mivel ez a karrier során elérhető hivatali cím). Ennek ellenére a cím nem előzi meg minden esetben a rangot, mert egyes hivatalokon belül a rangbeli hierarchia a meghatározó. Így pl. a grófi címmel rendelkező hadnagy a hadseregen belül mindig alacsonyabb rangú a cím nélküli tábornoknál. Ezen különbségek egykor a címzésekben is kifejeződtek, ami gyakran igen bonyolult helyzeteket idézett elő.
A legismertebbek a származással összefüggő nemesi címek, amelyek használatát Magyarországon az 1947. évi IV. törvény szüntette meg. Ezeken kívül széles körben használatosak a különféle akadémiai címek, melyeket az iskolai oktatás során lehet megszerezni. Ilyenek a baccalaureus, a magister, a doktor, a docens, a professzor, az akadémikus stb. A címek harmadik nagy csoportját az egyházi címek képezik, melyek lényegében szintén az oktatással függnek össze. A negyedik csoportba a hivatali, az ötödikbe a tiszteletbeli címek sorolhatók, melyek közé egyaránt tartoznak akadémiai, egyházi és származási, valamint hivatali címek.
A címzetes szó azt fejezi ki, hogy az illető csak a címmel rendelkezik a hivatal tényleges betöltése nélkül. A 15. század közepétől az országos ügyintézésben megjelentek a címmel kitüntetett személyek, akiket kezdetben címzetes báróknak (barones solo nomine) neveztek, szemben a természetes bárókkal (barones naturales). A két csoport közti különbség kezdett elmosódni, majd az 1608. évi I. tc. a főnemességet jogilag is elkülönítette a köznemességtől. Ettől kezdve a személyre szóló törvénykezési jog együtt járt minden főnemesi címadományozással, illetve külföldi címek magyarországi honfiúsításával.
A monarchia megszűnése után a nemesi címeket és rangokat számos (nemcsak szocialista) országban törölték el (Franciaország 1871, Oroszország 1917, Németország 1918, Japán – az uralkodócsalád kivételével – 1946). Németországban viszont ezután is megmaradt a von előtag használata, mert ezt továbbra is a név részének tekintették. Ausztriában a Monarchia megszűnte után a főnemesi és nemesi rangot nem lehet bejegyezni a hivatalos okmányokba (születési, házassági, halotti bizonyítvány, útlevél, személyazonossági igazolvány stb.), de a használatuk továbbra sem tilos. Az Egyesült Államokban az alkotmány tiltja, hogy a kormány nemesi címet adományozzon, és megtiltja, hogy a szövetségi tisztviselők külföldi nemesi címeket fogadjanak el a Kongresszus engedélye nélkül.

## A cím szó eredete
A titulus, a 'ranggal járó cím' előfordul már 1531-ben, az Érsekújvári kódexben. A titulál értelme 'rangja szerint szólít' volt. A latin titulus 'cím, felirat; kitüntető név, elnevezés; megtisztelő cím' kifejezés ismeretlen eredetű, talán etruszk szó. A magyar cím 'rangot jelölő megszólítás' szó nyelvújítási elvonás a címer szóból. Alkotója valószínűleg Barczafalvi Szabó Dávid volt.

## A címzés története Magyarországon
A címzés egy olyan rangjelző szó, amely társadalmi pozíciót vagy később, tudományos fokozatot, közöl és a személy nevével együtt használatos. A történelem során a sok létező megszólítás, címzés többször is változott, átalakult.

### A rendi korszak alatt
A 17. század végéig, a nemes férfiakat a "vitézlő" (egregius) címzés illette. A török elleni katonáskodó jellegét jelezte, azonban gyakran oklevelekben szerepeltek "nemes" úrként (nobilis). A nemes asszonyok gyakran "nobilis domina"-ként szerepeltek.
A 17. század végétől egészen a 20. század elejéig a nemességhez különböző megszólításokat használtak. A főnemest (báró, gróf) "méltóságos úrnak / asszonynak" (illustrissimus dominus / illustrissima domina) szólították, bár előfordult a "nagyságos úr / asszony" (magnificus dominus / magnifica domina) is; a nemest viszont "tekintetes úrnak / asszonynak" (amely eleinte perillustris dominus / domina, majd spectabilis dominus/ domina lett latinul). Másrészt, a polgárt "körültekintő férfinak / nőnek" (circumspectus vir / mulier), és a jobbágyot "tisztes férfinak / nőnek" (honestus vir / honesta mulier) szólították.
Maga az "Úr" (dominus) és "Asszony" (domina) szavak kizárólag a nemességet illette. A közrendűeket (jobbágyokat és polgárokat) "férfinak és nőnek" szólították. Ha a nemes ember tekintélyes ősökkel rendelkezett vagy fontosabb társadalmi szerepet töltött be, akkor gyakran a "tekintetes" címzés mögé tették a "nemzetes" címzést (generosus) is. A nemzetes címzés ezzel jelezte, hogy előkelő "nemzetből" (genus) származik az illető. Ilyen módon előfordult a "tekintetes és nemzetes úr" (spectabilis ac generosus dominus) megszólítás.
A nemes nőt amikor hajadon volt, "úrhölgy"nek vagy "kisasszony"nak (domicella) szólították, amikor férjnél volt, viszont "úrnő"nek vagy "asszony"nak (domina).

### A polgárosodás után
A rendi korszak vége után, azaz rövidebb az 1848–49-es forradalom és szabadságharc után, amikor a nemesség, a polgárság és jobbágyság egyenlő jogokban és társadalmi státuszban részesült, a "tekintetes" címzés továbbra is a nemeseket illette, azonban a "nemzetes" címzés teljesen kiesett a használatból. A magas közigazgatási tisztségeket viselő személyek, például a vármegye alispánja, az országgyűlési képviselő, a királyi tanácsos, az mind "nagyságos úr" (magnificus dominus) lett. Az 1885. évi VII. tc-től 1918-ig olyan főnemesi címeket is adományoztak, melyek nem jogosítottak örökös főrendiházi tagságra (ún. „papírbárók”).

### Az I. világháború után
Az első világháború után, ismét egy bizonyos eltolódás történt, és az általánosan használt címzés a jómódú polgároknak és nemeseknek egyaránt a "nagyságos" lett, a főnemesek számára továbbra is maradt a "méltóságos". Ekkor már a magas rangú katonatisztek, országgyűlési képviselők és tanácsosak szintén "méltóságos urak" voltak, ahogy a vármegyék alispánja és főjegyzője is. A miniszter "kegyelmes úr" (dominus gratiosissimus), és az 1920-ban létrejött Vitézi Rend magához vette a már fél évszázad óta elporosodott "nemzetes" címzést, amely ekkor természetesen nem bírt azzal a jelentéssel, amely korábban, amikor az előkelő nemesi ősöket jelezte.

### A II. világháború után
A legismertebbek a származással összefüggő nemesi címek, amelyek használatát Magyarországon az 1947. évi IV. törvény szüntette meg.